# Saparmyrat Nyýazow
Saparmyrat Atáyewiç Nyýazow (en ruso: Сапармура́т Атáевич Ния́зов), (Gypjak, 19 de febrero de 1940 - Asjabad, 21 de diciembre de 2006) fue un ingeniero industrial, político y dictador turcomano que gobernó su país entre 1985 y 2006, primero como secretario general del Partido Comunista, y tras la disolución de la Unión Soviética en 1991, como primer  presidente del estado soberano de Turkmenistán. Su nombre se escribe «Saparmyrat Atáyewiç Nyýazow» en la ortografía latina turcomana recientemente adoptada, y Saparmurat Atáyevich Niyázov, en la transliteración del alfabeto cirílico, con el que se escribía oficialmente el turcomano hasta el cambio de alfabeto impulsado por el propio Nyýazow. Los medios de comunicación turcomanos se refirieron a él con el título de «Su Excelencia Saparmurat Türkmenbaşy, Presidente de Turkmenistán y Presidente del Gabinete de Ministros». Su título autoproclamado Türkmenbaşy, que significa Líder de los Turcomanos, se refería a su posición como fundador y presidente de la Asociación de Turcomanos del Mundo.
Durante su período inicial como último líder del Turkmenistán soviético, la seccional turcomana del Partido Comunista de la Unión Soviética fue vista como una de las más cerradas y menos reformadas de la Unión en el contexto de las políticas Glásnost y Perestroika que impulsaba Mijaíl Gorbachov en el resto del país. Nyýazow apoyó el Intento de golpe de Estado contra Gorbachov en agosto de 1991 y, tras su fracaso, proclamó la independencia de Turkmenistán como nación independiente con él como jefe de Estado. Transformó el Partido Comunista turcomano en el Partido Democrático de Turkmenistán, en el marco de un régimen de partido único. En 1999, la Asamblea Nacional de Turkmenistán lo declaró presidente vitalicio del país, el caso más reciente de este tipo de proclamación.
Considerado por medios de comunicación y organizaciones de derechos humanos como uno de los dictadores más totalitarios, despóticos y represivos del mundo contemporáneo, Nyýazow promovió un culto a la personalidad a su alrededor e impuso sus excentricidades personales sobre el país, destacando la alteración del calendario turcomano para colocar referencias a su persona o su familia en la denominación de los días y los meses, el cambio de la palabra turcomana para el pan de mesa por el nombre de su madre, la obligatoriedad de la lectura de su libro Ruhnama a la población y su aprendizaje como requisito para garantizar la concreción de trámites administrativos mínimos o la aprobación de exámenes (graduación académica, obtención de una licencia de conducir, entrevistas de trabajo) y el cierre de todos los hospitales del país fuera de la capital, Asjabad, lo que dejó a Turkmenistán como el país con la esperanza de vida más baja de Asia Central. Buscando el resurgimiento de una «identidad nacional turcomana» después de décadas de régimen comunista, Nyýazow instauró una política conocida como turcomanización, que buscó prohibir aspectos culturales que percibía como «antiturcomanos» y fue a su vez denunciada como una justificación para represiones racistas contra las importantes minorías rusa y uzbeka. El estado mantuvo un carácter férreamente secular y la libertad religiosa fue duramente reprimida.
Global Witness, una organización de derechos humanos con sede en Londres, informó que el dinero bajo el control de Nyýazow y que se mantiene en el extranjero puede exceder los USD$3 mil millones, de los cuales entre $1.8 y $2.6 mil millones se ubicaron supuestamente en el Fondo de Reserva de Divisas del Deutsche Bank en Alemania. Nyýazow falleció en diciembre de 2006 y fue sucedido por Gurbanguly Berdimuhamedow, quien reemplazó el culto a la personalidad a su predecesor por el suyo propio.

## Biografía

### Primeros años
Nacido en la RSS de Turkmenistán, una república integrante de la Unión Soviética, en 1940, quedó huérfano a temprana edad al morir su padre en combate contra las fuerzas alemanas durante la Segunda Guerra Mundial. El resto de su familia pereció después de que un terremoto devastara Asjabad en 1948; Nyýazow se crio en un orfanato. Su madre, Gurbansoltan Eje, falleció en el terremoto y con posterioridad formaría parte del culto a la personalidad de su hijo.
Después de terminar la escuela en 1959, trabajó como instructor en el comité exploratorio de los sindicatos turcomanos. Luego estudió en el Instituto Politécnico de Leningrado, donde en 1967 recibió el diploma de ingeniero eléctrico. Trabajó en la central eléctrica Bezméinskaya, cercana a Asjabad. Después de graduarse, se fue a estudiar en Rusia, pero fue expulsado unos años después de su fracaso académico.

### Carrera política
En 1962, Nyýazow inició su carrera política uniéndose al Partido Comunista de la República Socialista Soviética de Turkmenistán, y comenzó a escalar posiciones dentro del mismo hasta ser primer secretario del mismo en 1985. Se ganó este puesto después que el secretario general del Partido Comunista de la Unión Soviética Mijaíl Gorbachov había expulsado a su predecesor, Muhammetnazar Gapúrow, tras un escándalo de corrupción relacionado con la producción de algodón. Bajo el liderazgo de Nyýazow, el Partido Comunista de la RSS de Turkmenistán tenía reputación como una organización de línea más dura y menos reformada del comunismo. El 13 de enero de 1990, Nyýazow fue nombrado presidente del Sóviet Supremo de la RSS de Turkmenistán, el cuerpo legislativo supremo de la República. El puesto era equivalente a la de presidente local.
Nyýazow apoyó el intento de golpe de Estado contra Gorbachov en 1991. Tras el fracaso del mismo, dispuso la separación pacífica de Turkmenistán de la moribunda Unión Soviética. El Sóviet Supremo declaró a Turkmenistán independiente y nombró a Nyýazow como presidente del nuevo estado el 27 de octubre de 1991.

## Presidencia

### Elecciones y culto a la personalidad

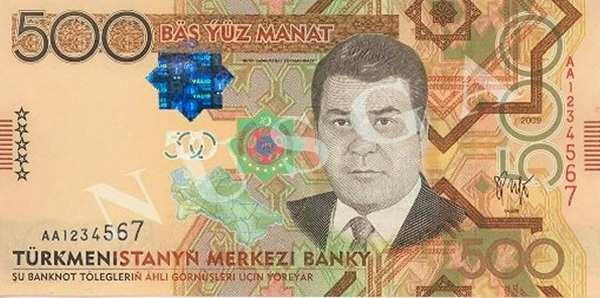
Billete de 500 manats turcomanos con la foto de Nyýazow.

En las elecciones para el Sóviet Supremo en 1990, a pesar de la introducción de políticas multipartidistas, el Partido Comunista fue el único que pudo presentarse, el 7 de enero, al proceso electoral, recibiendo todos los escaños. Posteriormente, tras la independencia del país, Nýyazow disolvió el Partido Comunista y lo ilegalizó. Con el recién fundado Partido Democrático de Turkmenistán, que gobernaría en calidad de partido único, Nyýazow fue aprobado mediante referéndum como único candidato electoral el 21 de junio de 1992. Un año después de su elección, Nyýazow se declaró «Türkmenbaşy» (Líder de todos los Turcomanos).
En 1994 se celebró un plebiscito para extender su mandato por ocho años, con el fin de que pudiera supervisar un plan de desarrollo de diez años, siendo aprobado con un inverosímil 99.9% de los votos.  El 28 de diciembre de 1999 (Elecciones parlamentarias de Turkmenistán de 1999), el parlamento declaró a Nyýazow Presidente vitalicio de Turkmenistán. Un mes atrás se habían celebrado las elecciones parlamentarias, en las que Nyýazow había escogido a todos los candidatos, del único partido legal del país. Los candidatos independientes fueron descartados o detenidos.
A pesar de que uno de sus primeros actos como presidente fue abolir la pena de muerte y conceder derechos civiles nominales a la población, estos en la práctica nunca fueron ratificados ni respetados. Su gobierno fue acusado de autoritario y fraudulento, y tuvo uno de los peores historiales de derechos humanos. Además, se inició un elaborado culto a la personalidad en torno a la figura de Nyýazow, bajo la forma de estatuas doradas de él en todo el país. Su rostro se encontraba en casi todos los billetes de manat turcomano, en los medios de comunicación, en las autopistas, y botellas de bebidas alcohólicas. También afirmó públicamente que a cualquier emisor de radio o televisión que lo criticara se le marchitaría la lengua.
En 2001 Nyýazow publicó su libro, Ruhnama (en español: Libro del Alma). La obra es un tratado sobre moral y civismo, que mezcla poesía con conceptos políticos; al principio, el primer volumen fue introducido paulatinamente en la población, pero posteriormente, se volvió lectura obligada para todos los alumnos de las escuelas y universidades de Turkmenistán; incluso en materias de ciencia, como la Física y la Química, se tenía que conocer y recibir la lectura del libro. Concebido por el dictador como una guía espiritual, era tan importante que los funcionarios turcomanos eran examinados sobre su contenido todos los años, e incluso los médicos tenían que jurar fidelidad al presidente y a su libro antes de poder ejercer su actividad. Nyýazow llegó a decir que su libro era tan importante como el Corán, y obligó a algunos imanes a recitarlo durante las oraciones. Luego de que algunos se negaran, acusándolo de blasfemia, el estado mandó a demoler varias mezquitas.
En mayo de 2004, el sitio web controlado por el gobierno de Turkmenistán, emitió un comunicado anunciando la eliminación gradual de «varias direcciones de menor importancia educativos y científicos». La enseñanza del álgebra, la física y la educación física con eficacia terminaron en Turkmenistán. En su lugar, se alentó a los estudiantes a memorizar el Ruhnama y cantar consignas alabando al presidente Nyýazow. Hay una enorme estatua mecánica del libro en Asjabad, la capital del país. Cada noche a las 8:00 p. m., la tapa se abre y una grabación de un pasaje del libro se puede escuchar junto a un vídeo. En 2005, Nyýazow hizo colocar una copia de su libro en una cápsula espacial para que  «conquistara el espacio» y se dice que probablemente estará en órbita durante 150 años. Más tarde afirmaría que, según Alá, había que leer su libro tres veces para entrar al cielo. Después de la muerte de Nyýazow, el libro continúa siendo popular entre la población. El Ruhnama no dejaría de ser legalmente obligatorio hasta 2011, cuando Gurbanguly Berdimuhamedow, sucesor de Nyýazow, firmó un decreto retirándolo de las escuelas, luego de haber recomendado el libro hasta 2009.
En la actualidad, hay controversia sobre si Nyýazow realmente escribió el libro, ya que un informante anónimo de The New York Times afirmó que el difunto Presidente en realidad era analfabeto. Sin embargo, tal acusación jamás llegó a comprobarse. El libro llegó a ser traducido a cuarenta y un idiomas.

### Política de turcomanización

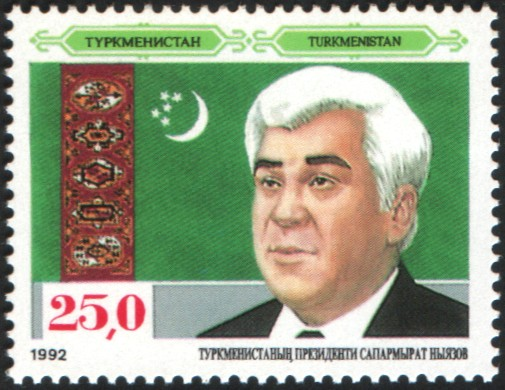
Estampilla emitida por el gobierno turcomano en 1992, con la cara de Nyýazow.

Turcomanización fue el término con el que se conoció a la política de discriminación racial emprendida por Nyýazow que tenía como objetivo imponer ideas nacionalistas a la población, y obligar a las minorías étnicas (uzbekos y rusos mayoritariamente) a adoptar la cultura turcomana, con el propósito nominal de darle al pueblo una identidad nacional luego de la caída del régimen soviético, el cual reprimía fuertemente los nacionalismos dentro de las repúblicas de la Unión. Aquellos que se oponían a seguirla eran deportados. La mayoría de los funcionarios del gobierno que no eran turcomanos étnicos fueron despedidos. Para obtener un cargo público, los candidatos debían probar que tenían al menos tres generaciones pasadas de origen turcomano antes de ser aceptados. Un control social informal fue utilizado para asegurar que todos los ciudadanos hablaran turcomano y vistieran ropas tradicionales. Cualquier mujer uzbeka que intentara casarse con un turcomano era deportada del país junto con sus hijos. En algunos casos los niños uzbekos en las escuelas turcomanas han sido instruidos para usar la ropa de Turkmenistán o ser expulsados de la escuela. La mayoría de los imanes uzbekos en las mezquitas de la región de Corasmia, donde los uzbekos representan el 50% de la población, fueron obligados a dejar su cargo religioso. En 2003, el gobierno prohibió a los turcomanos tener doble nacionalidad, lo que provocó que miles de personas debieran abandonar el país.

### Derechos humanos durante su régimen
Tanto durante la presidencia de Nyýazow como después de su muerte, el estado turcomano es considerado como uno de los más represivos del mundo. Ya en los tiempos de la Unión Soviética se considera al Partido Comunista de la RSS de Turkmenistán, dirigido por Nyýazow, como uno de los menos reformados. Mientras fue presidente, Nyýazow controlaba todos los medios de comunicación y los periodistas de Turkmenistán eran personalmente nombrados por él. La controversia rodea la muerte de la periodista de Radio Europa Libre, Ogulsapar Myrádowa, que al parecer fue torturada hasta la muerte en septiembre de 2006 durante su detención por parte del Estado, tres meses antes de la muerte de Nyýazow. Según el índice de libertad de prensa de Reporteros Sin Fronteras, Turkmenistán fue el tercer país con peor libertad de prensa, detrás de Birmania y Corea del Norte. Se ha informado de que los periodistas han sido acosados por el gobierno; algunos se han mantenido en prisión y fueron procesados con falsas acusaciones y juicios injustos. El activista Sazak Durdymurádov fue detenido en 2005 por colaborar con un canal de televisión francés para un informe sobre Turkmenistán. Fue condenado a ocho años de cárcel bajo la acusación de «adquisición ilegal, posesión o venta de armas de fuego o municiones». Amnistía Internacional considera que estas acusaciones fueron falsificadas.
Otro punto importante en cuanto a violaciones de derechos humanos es la libertad de culto. La constitución turcomana define al país como un estado secular y garantiza expresamente la libertad de religión en el artículo 11. Sin embargo, al igual que el resto de los derechos fundamentales, en la práctica es casi inexistente. Turkmenistán es un país de mayoría islámica. A pesar de la presión internacional, el marco legal del régimen con respecto a la religión es tan restrictivo que muchos grupos religiosos (como los cristianos protestantes, los Hare Krishna y los Testigos de Jehová) prefieren practicar su religión en secreto que pasar por todos los trámites burocráticos necesarios para permitirles ejercer libremente el culto. Los testigos de Jehová han sido encarcelados y han recibido golpes debido a ser objetores de conciencia. Muchos religiosos han sido arrestados por negarse a cumplir el servicio militar obligatorio, al igual que varios ciudadanos que mostraron reticencia a cumplirlo.
Cualquier oposición al régimen era tomada como traición y se castigaba habitualmente con penas de prisión. El país está lleno de presos políticos. Un caso notable es el de Batyr Berdiýew 8 de diciembre de 2002, fue detenido por tener supuestamente relación con un intento de asesinato contra el presidente Nyýazow. En enero de 2003, fue condenado por su participación en el intento de asesinato y recibió una sentencia de prisión de 25 años. Se desconoce si sigue con vida en la actualidad, a pesar de que el sucesor de Nyýazow Gurbanguly Berdimuhamedow afirmó que lo cree con vida.

### Leyes y prohibiciones excéntricas
Por encima de su marcado culto a la personalidad, el gobierno de Nyýazow también se caracterizó por la imposición de leyes excéntricas. Luego de tener que dejar de fumar en 1997 por una cirugía de corazón, prohibió fumar en todos los lugares públicos y ordenó a todos los empleados del gobierno hacer lo mismo. Posteriormente prohibió también masticar tabaco. La ópera, el ballet y el circo fueron prohibidos en 2001, por ser «decididamente anti-turcomano», como parte de la campaña de turcomanización. Desterró a todos los perros de Asjabad por «su olor desagradable». Los vehículos con el volante en el sentido contrario fueron prohibidos por el riesgo de accidentes. También prohibió a los reporteros usar maquillaje. En febrero de 2004 se decretó que los hombres ya no debían llevar el pelo largo o barba.

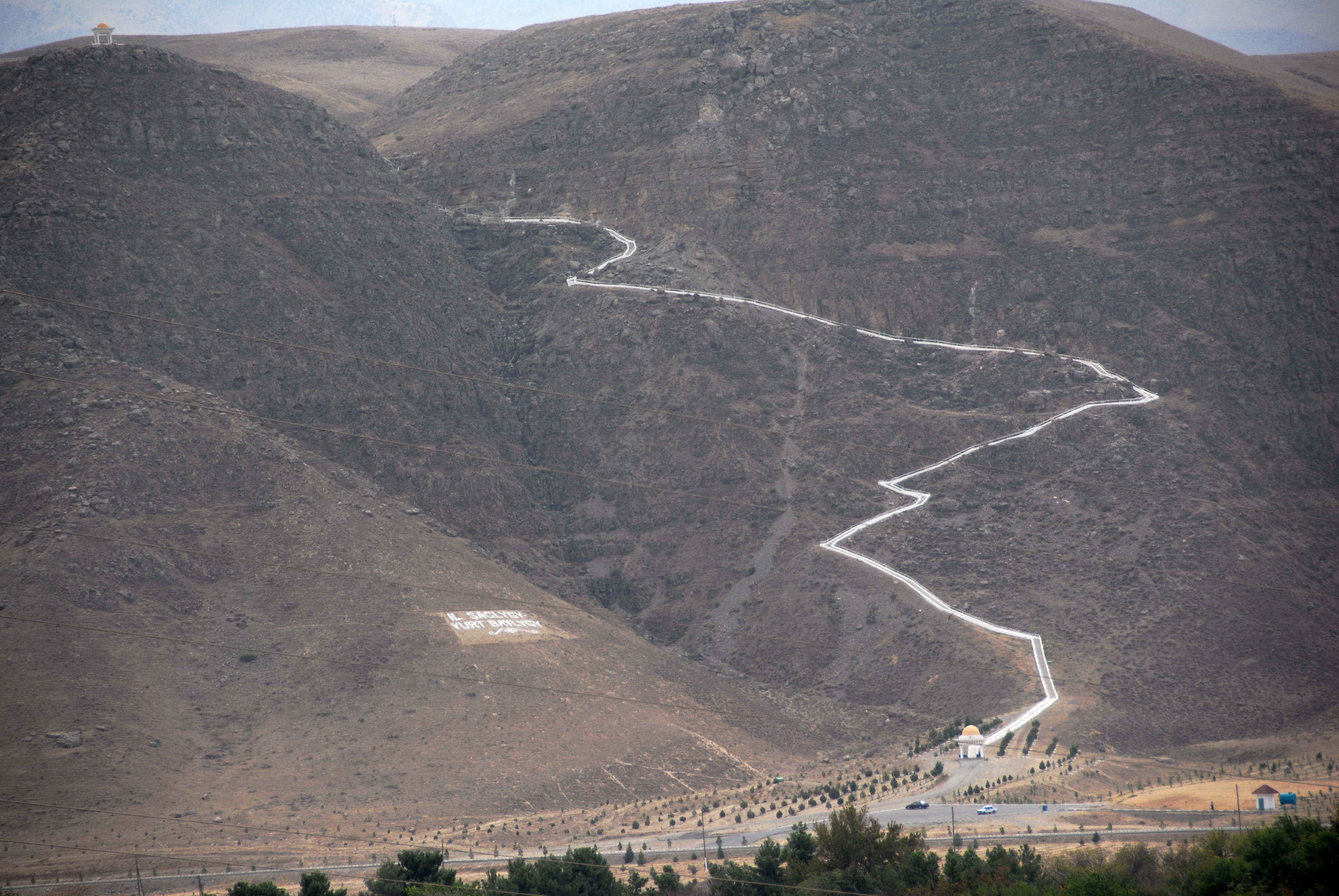
Camino de la Salud (Turkmenistán)

Entre los cambios excéntricos realizados por Nyýazow, se encuentra el cambio de los nombres de los meses en el calendario turcomano, y colocando en su lugar nombres referidos a él o a héroes históricos representados en su libro. Abril, el mes con el mejor clima, pasó a llamarse Gurbansoltan (por su madre, Gurbansoltan Eje), y septiembre pasó a llamarse Ruhnama, por su libro. Turkmenistán no volvió a su calendario normal hasta 2008. Varios lugares, incluyendo un distrito, fueron nombrados como la madre de Nyýazow. Otra petición extraña de Nyýazow fue construir un palacio de hielo en el desierto turcomano, pero finalmente lo cambió por construir una pista de patinaje, que fue terminada después de la muerte del dictador, en 2008, y se encuentra junto a la Universidad Estatal de Turkmenistán. En febrero de 2005, todos los hospitales fuera de Asjabad recibieron la orden de cierre, con el razonamiento de que los enfermos debían ir a la capital para recibir tratamiento y centralizar el sector de la salud, y reemplazó el juramento hipocrático de los médicos por un juramento de lealtad al presidente.

### Política económica
Turkmenistán tiene las segundas mayores reservas de petróleo en la antigua Unión Soviética, lo que genera altos ingresos para el estado. El gobierno de Nyýazow mantuvo en ese sentido el control estatal sobre la industria, similar a su tiempo como república de la Unión Soviética. En 1991, Nyýazow extendió un decreto que concede «el libre uso de agua, gas y electricidad y la sal refinada para el pueblo de Turkmenistán durante diez años». Cuando el decreto expiró, se extendió hasta 2020. Otros recursos primarios de Turkmenistán son el algodón y el grano. Nyýazow continuó la antigua práctica de exigir cuotas anuales de la producción agrícola, y luego culpar y/o despedir viceministros cuando las cuotas no se cumplían. Turkmenistán tuvo un período emergente durante el cual hubo una fuerte inversión en maquinaria e instalaciones, por lo que el país podría cambiar de un productor de algodón en rama a un procesador de algodón. Durante la presidencia de Nyýazow, una industria textil fue fundada en Turkmenistán.

### Política exterior

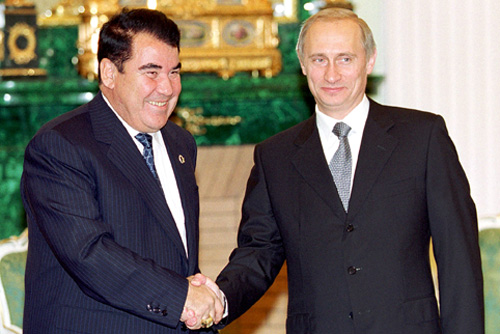
Nyýazow junto al presidente ruso Vladímir Putin.

Nyýazow promovió una política de estricta neutralidad en los asuntos exteriores, absteniéndose de recabar la pertenencia a la OTAN o la GUAM y casi haciendo caso omiso de la OTSC. Turkmenistán no ha participado en ninguna de las misiones de mantenimiento de la paz de Naciones Unidas. Sin embargo, se ha convertido en un miembro de la Interpol.
La plena independencia de Turkmenistán fue reconocido por una resolución de la Asamblea General de la ONU llamada «la neutralidad permanente de Turkmenistán», el 12 de diciembre de 1995. Como resultado, en 2005 Turkmenistán rebajar sus vínculos con la Comunidad de Estados Independientes convirtiéndose en un miembro asociado en virtud del artículo 8 de la Carta de la CEI, como tal, no participaría en ninguna de las estructuras militares de la CEI.
En 2006, la Comisión Europea y la Comisión de Comercio Internacional del Parlamento Europeo votó a favor de conceder a Turkmenistán el status comercial de «nación más favorecida» con la Unión Europea, siendo esto ampliamente visto por la comunidad internacional como motivado por el interés en el gas natural, después de que Nyýazow anunció que iba a entrar en un diálogo sobre los derechos humanos en su país con la UE. Desde la presidencia de Nyýazow, las relaciones con los Estados Unidos han sido tensas por la negativa del régimen a realizar una transición democrática y reformas de libre mercado. Las relaciones con Rusia también han tenido problemas, pues los dos países a menudo se enfrentaron por la negociación de precios de exportación de gas a Rusia.

## Fallecimiento
El 21 de diciembre de 2006, la televisión estatal de Turkmenistán anunció que el presidente Nyýazow había muerto de un repentino ataque al corazón. Nyýazow había estado tomando medicación para una condición cardíaca no identificada. La Embajada de Turkmenistán en Moscú confirmó más tarde este informe. De acuerdo con la Constitución de Turkmenistán, Öwezgeldi Ataýew, Presidente de la Asamblea, asumiría la presidencia interinamente. El vice primer ministro Gurbanguly Berdimuhamedow fue nombrado como jefe de la comisión de organización del funeral de Estado. Ataýew fue detenido el día de la muerte de Nyýazow y Berdimuhamedow fue nombrado presidente interino hasta las elecciones en febrero de 2007, cuando fue elegido definitivamente.
Las circunstancias de la muerte de Nyýazow se han rodeado de cierta especulación de los medios de comunicación. Algunas fuentes de la oposición de Turkmenistán también afirman que Nyýazow murió varios días antes de la fecha anunciada oficialmente el 21 de diciembre. Informes de prensa también afirmaron que Nyýazow sufría de diabetes, enfermedad coronaria e insuficiencia renal.
En el momento del anuncio de la muerte de Nyýazow, diversos analistas políticos predijeron una crisis política sin precedentes en Turkmenistán por la desaparición del dictador. Rafis Abazov, profesor de la Universidad de Columbia y autor del Diccionario Histórico de Turkmenistán, afirmó que el conjunto de la sociedad caería en el caos y las consecuencias económicas y sociales a corto plazo serían indescriptibles. La posibilidad de una revuelta popular contra el gobierno dictatorial tras la muerte de Nyýazow y el inicio de una guerra civil similar a la de Afganistán se barajó en numerosas ocasiones. Sin embargo, la transición de poder luego del funeral de Nyýazow se llevó de manera pacífica y sin que ocurrieran incidentes de importancia.